# Жодоан
Жодоан (на френски: Jodoigne) е град в Централна Белгия, окръг Нивел на провинция Валонски Брабант. Населението му е около 12 400 души (2006).